# Hrvatske željeznice
Hrvatske željeznice (HŽ) su skup javno prometnih tvrtki koje upravljaju željezničkom infrastrukturom te putničkim i teretnim prijevozom u Hrvatskoj.
Do 1. studenog 2012. Hrvatske željeznice su bile jedna tvrtka, kad se dijele na tri zasebne i samostalne tvrtke:
- HŽ Cargo
- HŽ Putnički prijevoz
- HŽ Infrastruktura

## Povijest
Hrvatske željeznice su osnovane 1990. iz bivše JŽ ("Jugoslavenske željeznice") Zagrebačke Divizije. Vozni park je inicijalno bio onaj zatečen u vrijeme raspada Jugoslavije. S vremenom je moderniziran, a trenutačno se vrši daljnja modernizacija.
Prva željeznička dionica na području današnje Republike Hrvatske sagrađena je 1860. godine u Međimurju: željeznička pruga iz mađarske Nagykanizse preko Čakovca i Kotoribe vodila je dalje prema Pragerskom u Sloveniji. Vrijedi napomenuti da je ta pruga - premda je samo manji njen dio prolazio preko hrvatskog područja (Međimurje je u vrijeme izgradnje pruge bilo dio Hrvatske, da bi u siječnju 1861. godine odlukom Beča bilo priključeno Ugarskoj) izgrađena svega 35 godina nakon prve europske željezničke pruge, koja je 1825. godine bila uspostavljena između gradova Stockton i Darlington u Engleskoj. Pruge koje su povezivale Rijeku, najznačajniju luku na području Hrvatske, s Trstom (te dalje s Bečom), te sa Zagrebom (i dalje s Budimpeštom) puštene su u promet 1873. godine.

## Infrastruktura
U Hrvatskoj građevinska duljina mreže željezničkih pruga iznosi 2617 km. Od toga je 2341 km jednokolosiječnih pruga te 276 km dvokolosiječnih pruga. Elektrificirano je 1013 km željezničkih pruga, od toga: 1010 km izmjeničnim sustavom električne vuče od 25 kV, 50 Hz (AC), te 3 km istosmjernim sustavom 3 kV (DC) (Šapjane – DG). 

### Sigurosni sustav
Trenutno najveća dozvoljena brzina na dijelovima mreže je 160 km/h.
- Sustav vođenja vlaka: u kolodvorima se kretanje vlakova uglavnom osigurava pomoću kolodvorskih signalno-sigurnosnih uređaja (mehaničkih, elektro-mehaničkih, elektro-relejnih), a na otvorenoj pruzi uređajima međukolodvorske ovisnosti (MO) i automatskog pružnog bloka (APB) i to uglavnom na važnijim linijama.
- Automatski sustav zaštite vlaka INDUSI (I60) (Autostop-uređaj)

#### Usklađivanje i interoperabilnost s europskim željezničkim mrežama
U sklopu Europske željezničke politike nastoji se standardizirati željeznička mreža i svi prateći uređaji i vozila. Tako će biti potrebno, a već se i planira, u okviru projekta Europskog sustava upravljanja željezničkim prometom (ERTMS) i uvođenje Europskog sustava vođenja vlakova ETCS (European Train Control System), kao i digitalnog radiokomunikacijskog željezničkog sustava Global System for Mobile Communications - Railway(GSM-R), ako se želi omogućiti interoperabilnost i na našim prugama, a to je uvjet za paneuropske koridore.

### Paneuropski koridori
Hrvatske željeznice imaju u svom sastavu tri paneuropska koridora: ogranak Koridora X i ogranke b i c koridora V.
- Koridor X - Savski Marof – Tovarnik
- Koridor Vb - Botovo – Rijeka
- Koridor Vc - Beli Manastir – Slavonski Šamac i južni krak Metković – Ploče

#### Koridor X
Koridor X je najvažnija željeznička pruga u Hrvatskoj. Kao glavni i najprometniji hrvatski željeznički magistralni pravac, elektrificiran je i pripremljen za maksimalnu brzinu od 160 km/h (teoretski i do 200 km/h, kad bi se signalizacija prilagodila ovakvim brzinama). Također, veći dio je dvokolosiječna pruga, tehnički osposobljena za dvostrani dvosmjerni promet. Ovaj koridor povezuje Republike Sloveniju i Srbiju. Teretni promet je vrlo intenzivan, a putnički je umjeren, ali poprilično gust. Najvažnija čvorišta su ovog koridora su Zagreb i Vinkovci.
Čvorovi prema koridorskim prugama:
- Zagreb – Rijeka (sjecište s koridorom Vb)
- Dugo Selo – Kotoriba (sjecište s koridorom Vb)
- Strizivojna-Vrpolje – Osijek (sjecište s Koridorom Vc)
- Strizivojna-Vrpolje – Slavonski Šamac (sjecište s Koridorom Vc)

Odvojci prema lokalnim prugama:
- Banova Jaruga – Pčelić – Virovitica (ukinut promet zbog lošeg stanja kolosijeka i nedostatka sredstava za održavanje)
- Novska – Sisak (obnovljena pruga)
- Nova Kapela-Batrina – Pleternica (odvojci prema Požegi/Velikoj i prema Našicama)
- Vinkovci-Županja
- Vinkovci-Vukovar
- Vinkovci-Otok – granica s Bosnom i Hercegovinom
- Vinkovci-Osijek (pruga puštena u promet)

#### Koridor Vb
Republika Mađarska – Botovo – Koprivnica – Dugo Selo – Zagreb – Karlovac – Rijeka
Do 2013. posebnost ovoga koridora je bio dvostruki električni napon. Od Rijeke do Moravica u upotrebi je bio napon kontaktne mreže od 3 kV za električnu vuču. Na cijelom ostalom koridoru u upotrebi je napon od 25 kV, koji je inače normiran napon u cijeloj Hrvatskoj.
Projekt reelektrifikacije odnosno izmjene sustava električne vuče od Rijeke do Moravica je završen 23. listopada 2013., čime cijeli sustav ima jedinstven napon od 25 kV.

#### Koridor Vc
Republika Mađarska – Beli Manastir – Osijek – Đakovo – Strizivojna-Vrpolje – Slavonski Šamac – Bosna i Hercegovina – Luka Ploče
Uskoro očekivana maksimalna brzina od 160 km/h. Koridor je elektrificiran od kolodvora Strizivojna-Vrpolje do kolodvora Slavonski Šamac i od granice s BiH kod Metkovića do Luke Ploče. Elektrifikacija od Belog Manastira do Strizivojne-Vrpolje je u planu. Ovaj koridor bi trebao postati važna transportna magistrala za teretni promet.

### Pruga Vinkovci – Osijek
Prije Domovinskog rata pruga Vinkovci – Osijek je bila najvažnija sporedna linija u cijeloj državi. Imala je najviše prometa i donosila je profit. Nakon 16 godina završena je i njezina obnova, pa je pruga 2009. godine ponovno puštena u promet. Tom prugom povezana su dva najvažnija slavonska grada – Osijek i Vinkovci, a vožnja vlakom na toj relaciji traje otprilike 30 minuta. Pruga je napravljena za maksimalnu brzinu od 120 km/h, iz sigurnosnih razloga se brzina ograničava na maksimalno 80 km/h.

### Željeznica velike brzine
Hrvatske željeznice ne posjeduju niti jednu trasu koja bi službeno podržavala brzine veće od 200 km/h, što se smatra granicom željeznice velike brzine. Koridor 10 ima Vmax od 160 km/h, što je nekada smatrano granicom željeznice velike brzine. Postoje planovi za novu nizinsku prugu Zagreb – Rijeka, koja bi imala dionice preko 200 km/h (po nekim planovima i 250 km/h). Koridor 10 je moguće minimalnim zahvatima prilagoditi za veće brzine (sama pruga je prilagođena, ali signalni sustav bi morao biti izmijenjen). Kontaktna mreža bi također trebala minimalne zahvate za 200 km/h.

### Planirani željeznički pružni zahvati do 2030.
Dugoročno su planirani sljedeći zahvati:

#### Remont – nadogradnja
- Vinkovci – Tovarnik → modernizacija do 160 km/h
- Bizovac – Osijek – Dalj → modernizacija za veće brzine
- Sunja – Novska → modernizacija/remont
- Perković – Split Predgrađe
- Knin – Perković
- Tunel kroz Učku (Rijeka – Lupoglav) → novogradnja zbog spajanja istarskih pruga s ostatkom mreže pruga Hrvatske
- Zagreb – Sisak → moguća nadogradnja drugog kolosijeka
- Kutina – Novska → remont za veće brzine
- mađarska granica – Dugo Selo → izgradnja drugog kolosijeka
- Banova Jaruga – Pčelić → remont

#### Potpuno nove pruge
- Nove zagrebačke pruge → pružni željeznički prsten da bi se smanjilo opterećenje oko glavnog grada te prigradskog prijevoza
- Podsused – Samobor – Bregana → nova pruga, građena većim dijelom na trasi stare Samoborske uskotračne pruge
- Sisak-Caprag – Karlovac → pruga je potpuno uništena u ratnim djelovanjima tijekom Domovinskoga rata, većinom je potrebna novogradnja
- Sisak – Kutina (– Lipovljani) → povezivanje dva dijela paneuropskog koridora 10
- Gradec – Sveti Ivan Žabno → nova pruga, koja će značajno skratiti udaljenost od Bjelovara do Zagreba
- Nizinska pruga Karlovac – Rijeka → pruga velike brzine, koja će se graditi za brzine od minimalno 250 km/h. → ogođeno
- Obilaznica Bibinje – Zadar → izgradnja tunela ispod mjesta, radi zaštite ljudi i imovine

## Vozila u posjedu

### Vučna vozila
- dizelske lokomotive: 2041 (Đuran), 2042 (Đuran, nije u aktivnoj službi), 2043 (Kramp, nije u aktivnoj službi), 2044 (Mala karavela), 2061 (Kennedy, nije u aktivnoj službi), 2062 (Ličanka, Turnerica), 2063 (Karavela), 2131 (Jembach, nije u aktivnoj službi), 2132 (Pielstick, Jembach)
- električne lokomotive: 1061 (Žutka, nije u aktivnoj službi), 1141 (ASEA), 1142 (Brena)
- dizelski motorni vlakovi: 7121 (Macosa, Plavac), 7122 (Šveđan), 7123 (nagibni -> InterCity Nagibni, ICN), 7022 (u fazi prototipa)
- električni motorni vlakovi: 6011 (Gomulka, Litorina, nije u aktivnoj službi), 6111 (Mađar), 6112 (Som)
- dizel-električni motorni vlakovi: 7023

- Serija 2062
- Serija 1061
- 1141 pokraj 1142
- Serija 7123 (ICN)

### Vagoni
U inventarnom parku Hrvatskih željeznica nalazi se više vrsta putničkih i teretnih vagona.
- Putnički vagon "Bee"
- Teretni vagon "MDDLm"

## Kritike
HŽ je često kritiziran zbog kašnjenja vlakova. Vlakovi između Koprivnice i Zagreba su u 2018. godini prosječno kasnili 15 minuta, a u 2019. g. 20-25 minuta. U određenim slučajevima, putnici imaju pravo na naknadu za kašnjenje.

## Vanjske poveznice
|  | Zajednički poslužitelj ima stranicu o temi Vlakovi u Hrvatskoj               |
|  | Zajednički poslužitelj ima još gradiva o temi Željeznički promet u Hrvatskoj |

- Službena stranica HŽ Putničkog prijevoza
- Službena stranica HŽ Carga
- Službena stranica HŽ Infrastrukture
- HŽ Infrastruktura - Projekti  Arhivirana inačica izvorne stranice od 14. travnja 2015. (Wayback Machine)
- HŽ Infrastruktura - Izvješće o Mreži 2015.  Arhivirana inačica izvorne stranice od 14. travnja 2015. (Wayback Machine)
- Prezentacija nove nizinske pruge  Arhivirana inačica izvorne stranice od 12. lipnja 2007. (Wayback Machine)
- HŽ − Hrvatske željeznice d. o. o. Hrvatska tehnička enciklopedija, portal hrvatske tehničke baštine. LZMK